# مرتع حق‌علی
مرتع حق‌علی یک روستا در ایران است که در دهستان خرقان (شاهرود) واقع شده‌است. مرتع حق‌علی ۳۲ نفر جمعیت دارد.